# 無法傳達給你。
《無法傳達給你。》是由mika（みか）所創作的日本BL漫畫。最早於2018年4月13日起在推特上投稿，經過大幅潤稿修正後，同年11月23日起在「KADOKAWA」與「pixiv」的網路漫畫平台上正式連載。2019年，在「Pixiv漫畫排行榜」取得綜合部門第4名、BL部門第1名的成績，至2023年為止累積發行量達到75萬部。

## 故事簡介
倭斗和架是青梅竹馬。倭斗成績優異，外表也很帥氣，而架不僅連成績中等都算不上，外表也是普普通通。 儘管是青梅竹馬，架只覺得一直非常關照自己的倭斗是個「大好人」。 然而在放學後的教室裡，當被架問到「你有喜歡的人嗎？」時，倭斗竟然低喃着「架」——！？

## 出版書籍
| 卷數 | 日本：KADOKAWA | 日本：KADOKAWA         | 臺灣：台灣角川 | 臺灣：台灣角川         |
| 卷數 | 發售日期       | ISBN                   | 發售日期       | ISBN                   |
| ---- | -------------- | ---------------------- | -------------- | ---------------------- |
| 1    | 2019年6月27日  | ISBN 978-4-04-065776-9 | 2024年10月3日  | ISBN 978-6-26-400718-4 |
| 2    | 2019年12月26日 | ISBN 978-4-04-064222-2 | 2024年10月3日  | ISBN 978-6-26-400718-4 |
| 3    | 2020年8月27日  | ISBN 978-4-04-064862-0 | 2024年10月3日  | ISBN 978-6-26-400718-4 |
| 4    | 2021年3月27日  | ISBN 978-4-04-680280-4 | 2024年10月3日  | ISBN 978-6-26-400718-4 |
| 5    | 2021年11月27日 | ISBN 978-4-04-680879-0 | 2024年10月3日  | ISBN 978-6-26-400718-4 |
| 6    | 2022年6月27日  | ISBN 978-4-04-681447-0 | 2024年10月3日  | ISBN 978-6-26-400718-4 |
| 7    | 2023年3月27日  | ISBN 978-4-04-682150-8 | 2024年10月3日  | ISBN 978-6-26-400718-4 |
| 8    | 2023年10月27日 | ISBN 978-4-04-682929-0 | 2025年5月15日  | ISBN 978-6-26-415687-5 |
| 9    | 2025年2月27日  | ISBN 978-4-04-684224-4 | —              | —                      |

## 電視劇
2023年9月至11月，由TBS電視台翻拍為電視劇，列為深夜劇系列「Drama Stream」作品之一，由前田拳太郎與柏木悠雙主演。

### 演員列表
- 大原倭斗：前田拳太郎（幼年期：三浦綺羅）
- 蘆屋架：柏木悠（超特急）（幼年期：正垣湊都）
- 藤野孝介：田中偉登
- 保坂唯：松本生
- 天宮颯一郎：百瀨拓實
- 横内柚弦：福嶌崇人（Hi-Fi Un!corn）
- 班導師：板倉俊之（インパルス）
- 大原實琴：紺野彩夏
- 遠山茜：中井友望

### 主題曲
- Hi-Fi Un!cornU&I

### 劇集列表
| 集數 | 標題                         | 首播日期       |
| ---- | ---------------------------- | -------------- |
| 1    | 我所喜歡的人是，我的兒時玩伴 | 2023年9月27日  |
| 2    | 讓我們一直當摯友吧           | 2023年10月4日  |
| 3    | 自私的想法                   | 2023年10月11日 |
| 4    | 想要一直在一起的人           | 2023年10月18日 |
| 5    | 修學旅行的約定               | 2023年10月25日 |
| 6    | 你的一切對我來說都至關重要   | 2023年11月1日  |
| 7    | 想要好好傳達的是             | 2023年11月8日  |
| 8    | 把這樣的感覺傳遞給你         | 2023年11月15日 |

## 外部連結
漫畫
- 《無法傳達給你。》pixiv漫畫連載網站 （日語）
- 《無法傳達給你。》的X（前Twitter） （日語）

電視劇
- 《無法傳達給你》TBS電視台官方網站 （日語）
- 《無法傳達給你》的Instagram帳戶 （日語）
-  在Netflix上觀看《《無法傳達給你》》